# Wilhelmsburger SV 93
Wilhelmsburger SV 93 was een Duitse sportclub uit het Hamburgse stadsdeel Wilhelmsburg. De club ontstond in 1972 door een fusie tussen TSV Vorwärts von 1893, Box-Club Wilhelmsburger 59 en Wilhelmsburger FV 1909. In 2003 fusioneerde de club op zijn beurt met TSC Viktoria Wilhelmsburg-Veddel en TV Jahn 1895 en werd zo SV Wilhelmsburg.

## Geschiedenis

### Wilhelmsburger FV 1909
Een handvol jongeren besloot op een zomeravond in juni 1909 om een voetbalclub op te richten, die er nog niet was in Wilhelmsburg. De club moest een naam krijgen en men koos voor de naam Pretoria omdat er een schip in de haven lag met die naam. De clubkleuren werden zwart-geel. Tijdens de Eerste Wereldoorlog werden de activiteiten gestaakt. Enkele spelers sneuvelden in de strijd.
Na de oorlog werden de activiteiten hernomen, maar de naam werd veranderd in Wilhelmsburger FV 1909. Op 16 juli 1920 speelde de club tegen plaatselijke rivaal Viktoria om de beker van Wilhelmsburg en verloor deze. Datzelfde jaar promoveerde de club naar de tweede klasse. In 1922/23 was de club een van de clubs uit het nieuwe Noord-Hannovers voetbalkampioenschap, een van de hoogste klassen van de Noord-Duitse voetbalbond. De eerste jaren speelde de club in de lagere middenmoot. FV werd voor het eerst kampioen in 1929/30 en plaatste zich zo voor de Noord-Duitse eindronde, waarin ze verloren tegen Holstein Kiel. In 1932/33 werd de club nog vicekampioen achter rivaal Viktoria maar na dit seizoen werd de competitie grondig geherstructureerd en door de invoering van de Gauliga belandde de club in de tweede klasse.
In 1936 promoveerde de club naar de Gauliga Niedersachsen. De club werd achtste en verzekerde het behoud. Doordat de stad Harburg-Wilhelmsburg een deel werd van Hamburg verhuisde de club naar de Gauliga Nordmark, waar de andere clubs uit Hamburg speelden. Hier werd de club laatste. In 1941 promoveerde de club opnieuw en speelde twee seizoenen in de Gauliga. Door de perikelen in de Tweede Wereldoorlog werd de Gauliga verder opgesplitst en de club ging nu spelen in de Gauliga Hamburg. Na de oorlog speelde de club niet meer in de hoogste klasse, wel in de amateurklassen.
In 1962 werd Wilhelmsburg getroffen door een stormvloed. 209 mensen uit het Hamburgse stadsdeel kwamen om het leven en het terrein van de club kwam volledig onder water te staan. In 1972 fusioneerde de club.

### TSV Vorwärts 1893
TSV Vorwärts 1893 werd in 1893 opgericht. De club was in meerdere sporttakken actief, waaronder voetbal en vuistbal. De vuistbalploeg werd zelfs landskampioen. Omdat de club een arbeidersclub was moest het in 1933 zijn deuren sluiten van de Nationaalsocialistische Duitse Arbeiderspartij. Na de oorlog richtten enkele oude leden de club opnieuw op. Naast turnen werd ook boksen, handbal en tafeltennis aangeboden. Ook TSV Vorwärts had zwaar te lijden onder de stormvloed van 1962 toen de accommodatie verwoest werd. Vele leden verhuisden uit Wilhelmsburg en uiteindelijk werd in 1972 besloten te fusioneren.